# Сосновський (Воронезька область)
Сосновський (рос. Сосновский) — селище у Новохоперському районі Воронезької області Російської Федерації.
Населення становить 26 осіб. Входить до складу муніципального утворення Новопокровське сільське поселення.

## Історія
Населений пункт розташований у історичному регіоні Чорнозем'я. Від 1928 року належить до Новохоперського району, спочатку в складі Центрально-Чорноземної області, а від 1934 року — Воронезької області.
Згідно із законом від 15 жовтня 2004 року входить до складу муніципального утворення Новопокровське сільське поселення.

## Населення
| 2010 | 2011 |
| ---- | ---- |
| 26   | →26  |